# 검은 장갑의 여인
"검은 장갑의 여인"은 1962년 공개된 대한민국의 영화이다.

## 배역
- 최무룡 : 유덕호 역
- 김혜정 : 박미라 역
- 황해
- 박암
- 장동휘
- 이예춘 : 주동익 역
- 이대엽
- 황수연